# 이마헨 텔레비시온
이마헨 텔레비시온(스페인어: Imagen Televisión)는 멕시코의 텔레비전 네트워크이다.